# Herbert Dennert
Herbert Dennert (* 29. September 1902 in Berlin; † 21. März 1994 in Clausthal-Zellerfeld) war ein deutscher Bergmann und Oberbergrat am Oberbergamt Clausthal.

## Leben
Dennert studierte in München und Berlin Bergbau und legte 1927 seine Diplom-Hauptprüfung ab. Seit 1921 war er Mitglied der Burschenschaft Guelfia München. Nach Tätigkeiten in verschiedenen Bergbaubetrieben trat er 1935 in den Staatsdienst ein. Im gleichen Jahr wurde er zum Bergrat ernannt. Ab 1938 war er beim Oberbergamt Clausthal beschäftigt bis zu seinem Eintritt in den Ruhestand 1967. Seit 1942 war er Oberbergrat.
Zum 1. März 1932 trat er der NSDAP bei (Mitgliedsnummer 1.011.349) und im selben Jahr der SA. Ab 1938 war er SA-Oberscharführer. Während des Dritten Reiches war er u. a. zuständig für die bergmännische Beaufsichtigung von Mittelbau-Dora. Nach dem Krieg wurde Dennert zunächst verhaftet und fristlos aus dem Oberbergamt entlassen. In den 1950er Jahren konnte er seine Arbeit beim Oberbergamt wieder aufnehmen.
Herbert Dennert hat sich insbesondere nach seiner Pensionierung intensiv für die Dokumentation und den Erhalt der Zeugen der Oberharzer Montangeschichte eingesetzt. Er machte sich dabei ebenso einen Namen als Autor wie auch als langjähriger Vorsitzender des Oberharzer Geschichts- und Museumsvereines (1961–1988). In dieser Funktion war er auch Leiter des Oberharzer Bergwerksmuseums. Er engagierte sich unter anderem erfolgreich für den Erhalt des Samson-Schachtes in Sankt Andreasberg und der Bauwerke des Oberharzer Wasserregals.

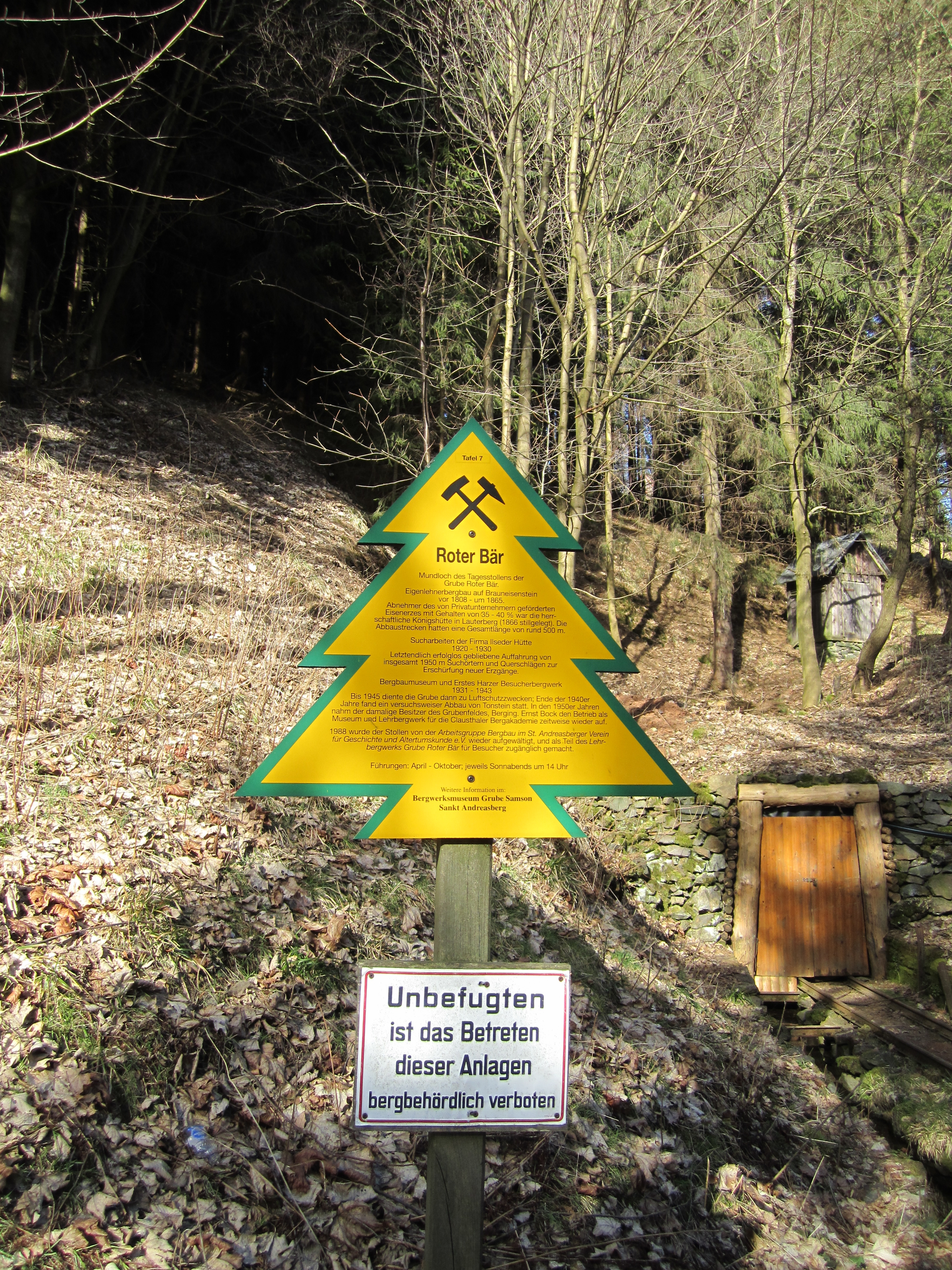
Dennert-Tanne

Zwischen 1949 und 1981 entwickelte er Informationstafeln in Form einer stilisierten Tanne, welche an historischen Bergbaustätten platziert die Oberharzer Bergbaugeschichte dokumentieren. Seit den 1980er Jahren werden sie als Dennert-Tannen bezeichnet.
Er war Ehrenmitglied der Clausthaler Burschenschaft Schlägel und Eisen.

## Ehrungen
- 1962  Niedersächsischer Verdienstorden
- 1986  Carl-Schnabel-Medaille

## Werke
- Heinrich Morich, Herbert Dennert: Kleine Chronik der Oberharzer Bergstädte bis zur Einstellung des Erzbergbaus. 5. Auflage. GDMB-Informationsges., Clausthal-Zellerfeld 1993, ISBN 3-9801786-2-5.
- Herbert Dennert: Die Lochsteine in der näheren und weiteren Umgebung der Bergstadt Clausthal-Zellerfeld. Greinert, Clausthal-Zellerfeld 1984.
- Herbert Dennert: Quellen zur Geschichte des Bergbaus und des Hüttenwesens im Westharz von 1524 bis 1631. Clausthal-Zellerfeld 1979.
- Herbert Dennert: Oberharzer Ausbeutefahnen. In: Leobener grüne Hefte. Nr. 147. Montan-Verlag, Wien 1973.
- Emil Kraume, Herbert Dennert: Tausend Jahre Rammelsberg: 968–1968. Preussag, Goslar 1968.
- Herbert Dennert: Die wirtschaftlichen und sozialpolitischen Aufgaben der Bergverwaltung im Oberharz vom 16. bis zum 19. Jahrhundert. In: Neues Archiv für Niedersachsen. Band 11, Nr. 2. Niedersächsisches Institut für Landeskunde, 1963, ISSN 0342-1511, S. 127–135.
- Herbert Dennert: Bergbau und Hüttenwesen im Harz vom 16. bis zum 19. Jahrhundert: dargestellt in Lebensbildern führender Persönlichkeiten. Pieper, Clausthal-Zellerfeld 1960.
- Herbert Dennert: Die Oberharzer Zechenhäuser. Bedeutung und Funktion im Bergbau. 1. Auflage. Piepersche Druckerei und Verlagsanstalt, Clausthal-Zellerfeld 1960 (24 S.).